# Рестелица
Рестѐлица (на албански: Restelicë или Restelica; на сръбски: Рестелица или Restelica) е село, разположено в областта Гора, в община Драгаш (Шар), Косово. Жителите му са предимно горани. Рестелица е най-голямото горанско село в Косово.

## География
Селото е разположено в най-южната част на Гора, в подножието на Шар планина.

## История
Васил Кънчов отбелязва през 1900 година Растелица сред селата в Гора, населени от българи мохамедани, наричани торбеши. Броят на къщите е 450.
След Междусъюзническата война селото попада в Сърбия. Според Стефан Младенов в 1916 година Рестѐлица е българско село със 150 къщи.
На етническата си карта на Северозападна Македония в 1929 година Афанасий Селишчев отбелязва Рестелица като българско село.

## Население
По-голямата част от населението са горани (1564 души), следвани от албанци (172 души) и турци (55 души). Мнозинството говорят бошняшки език (1958 души), следвани от сръбски (100 души), албански (93 души) и турски (30 души).
| 1948 | 1953 | 1961 | 1971 | 1981 | 1991 | 2011 |
| ---- | ---- | ---- | ---- | ---- | ---- | ---- |
| 1393 | 1471 | 1772 | 2576 | 3476 | 4274 | 4698 |